# Piermont (New York)
Piermont falu az USA New York állam Rockland megyéjében. Lakosainak száma 2517 fő (2020. április 1.).

## Népesség
A település népességének változása:

| 2010 | 2 510 |
| 2020 | 2 517 |